# 万寿寺

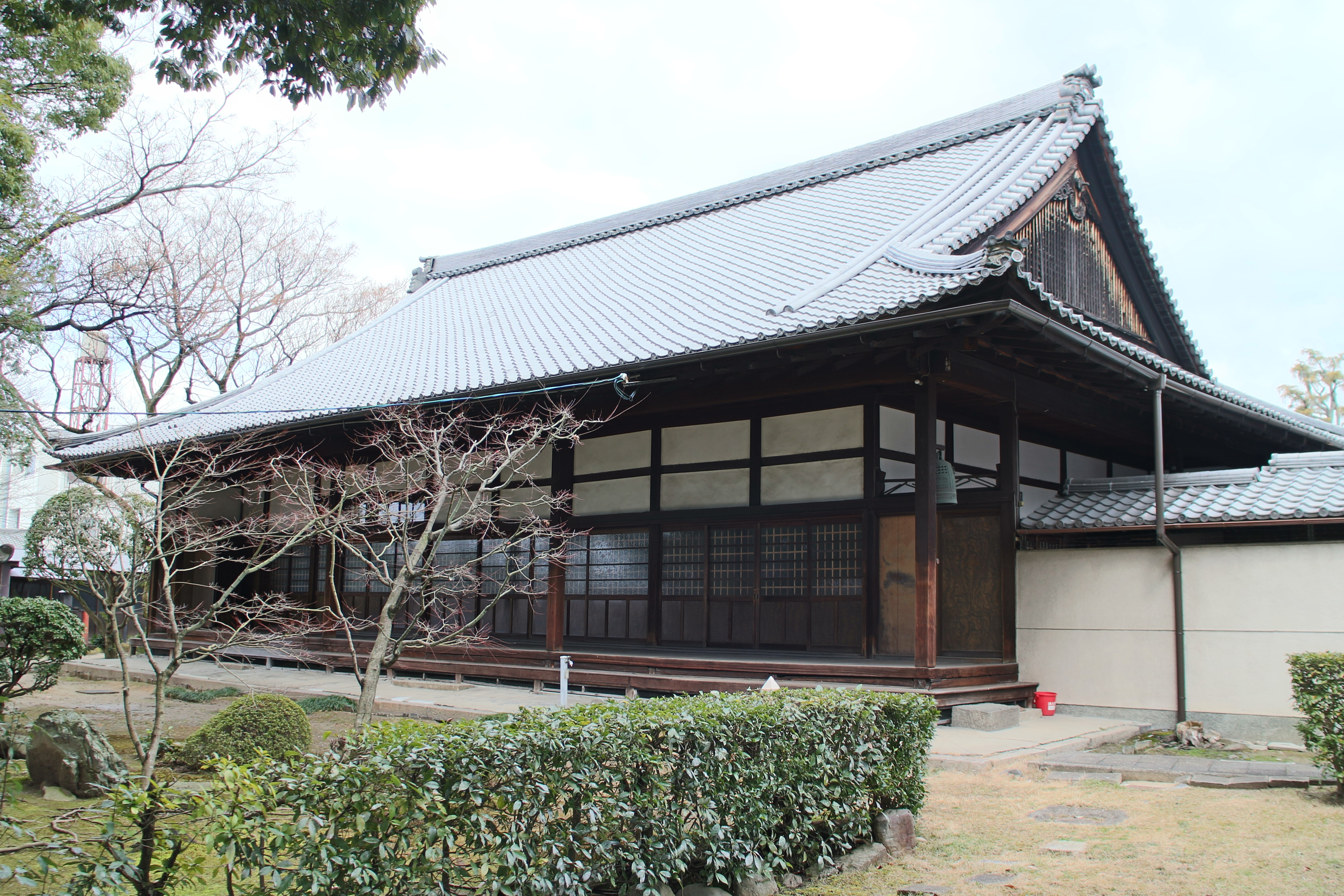
客殿

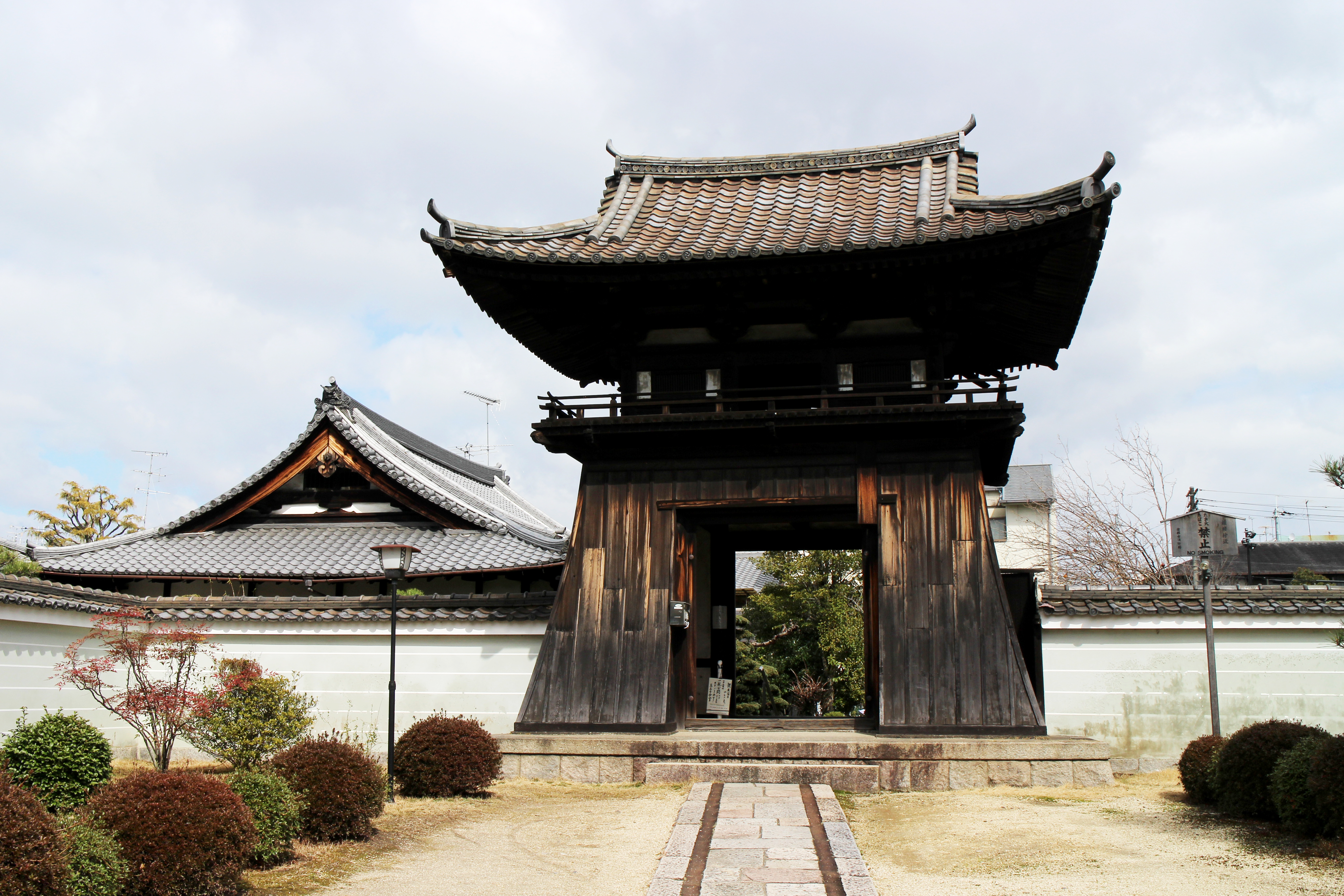
鐘楼

万寿寺（まんじゅじ）は、京都市東山区にある臨済宗東福寺派の寺院。大本山東福寺の塔頭。山号は京城山もしくは九重山。本尊は阿弥陀如来。かつては天龍寺・相国寺・建仁寺・東福寺とともに京都五山の1つとして栄えた。非公開のため拝観はできない。

## 歴史
『京城万寿禅寺記』などによると、白河上皇の皇女である郁芳門院（媞子内親王）が永長元年（1096年）に数え年21歳で亡くなり、それを悲しんだ白河上皇が皇女の菩提を弔うために六条内裏に六条御堂を建立した。これが当寺の起源であるという。この六条御堂の所在地について「万寿寺通高倉」とする資料が多いが、『都林泉名勝図会』には「南は六条通、北は六条坊門（現・五条通）、西は東洞院通、東は高倉通」とあり、「万寿寺通高倉」よりはやや南方である。なお、上皇が出家して法皇となったのも皇女の死がきっかけであったという。
この御堂は、鎌倉時代には法然の弟子・湛空（1176年 - 1253年）が住し、湛空から十地覚空に受け継がれた。この頃には天台系浄土教の寺であったと見られる。正嘉年間（1257年 - 1259年）、十地覚空とその弟子の東山湛照が東福寺の円爾に帰依して臨済宗寺院となり、寺号も万寿寺（万寿禅寺）と改めた。弘長元年（1261年）に開堂の儀が行われている。
その後、文永10年（1273年）に火災に遭い、元徳2年（1330年）には後宇多上皇皇女の崇明門院から土地を賜って六条の旧地のやや北方、高倉通の西、樋口小路（現・万寿寺通）の南の地点に移転した。付近には下京区万寿寺町、万寿寺中之町の町名が残る。
室町時代の暦応3年（1340年）には十刹の第4位であったが、至徳3年（1386年）に京都五山の第5位に数えられた。しかし、永享6年（1434年）の火災後は衰微した。
天正年間（1573年 - 1592年）に、豊臣秀吉による京都の改造により五山第4位の東福寺の北側にあった三聖寺の隣地に移転した。これは三聖寺の開山が万寿寺と同じ十地覚空と東山湛照であった縁によるものという。
三聖寺は鎌倉時代には禅宗式の大伽藍を持つ有力寺院であったが次第に衰微し、1873年（明治6年）に万寿寺に合併された。1886年（明治19年）には万寿寺が東福寺の塔頭となり、現在に至っている。
『東福寺誌』によると、1881年（明治14年）に東福寺の仏殿が焼失した際、万寿寺にあった釈迦三尊像を東福寺に移して新しい本尊とした。これが現在東福寺の本堂に安置される本尊釈迦三尊像で、元来は三聖寺に安置されていたものである。このほか、東福寺境内にある愛染堂と仁王門、万寿寺入口にある鐘楼（以上、各重要文化財）ももとは三聖寺の建物であった。1935年（昭和10年）には京都市電と東山通、九条通の開通により東福寺の境内が分断され、万寿寺は東福寺の飛び地のような位置に置かれることとなった。

## 境内
- 客殿（方丈、京都府指定有形文化財） - 当寺の本堂でもある。
- 庫裏
- 鐘楼（重要文化財） - 鐘楼門。室町時代の建立で境内の入口にある。上層に鐘を吊り、下層は門を兼ねている。もとは三聖寺の建物で現在は東福寺の所有となっており、重要文化財としての指定名称は「東福寺鐘楼」である。

## 文化財

### 重要文化財
- 鐘楼
- 絹本著色聖一国師像（自賛あり） - 京都国立博物館寄託。
- 絹本著色八相涅槃図
- 絹本墨画淡彩釈迦三尊図 愚溪筆 - 京都国立博物館寄託。
- 木造阿弥陀如来坐像 - 平安時代後期。像高281.8cmの巨像。明治時代から長らく京都国立博物館に寄託されていたが、現在は東福寺の光明宝殿（非公開）に安置。
- 木造金剛二力士立像 2体 - 三聖寺の旧仏。東福寺の光明宝殿（非公開）に安置。

### 京都府指定有形文化財
- 客殿

## アクセス
- 奈良線（JR西日本）・京阪本線「東福寺駅」下車、徒歩